# Olivares de Júcar (kommunhuvudort)
Olivares de Júcar är en kommunhuvudort i Spanien.   Den ligger i provinsen Provincia de Cuenca och regionen Kastilien-La Mancha, i den centrala delen av landet, 140 km sydost om huvudstaden Madrid. Olivares de Júcar ligger 921 meter över havet och antalet invånare är 506.
Terrängen runt Olivares de Júcar är huvudsakligen platt. Olivares de Júcar ligger uppe på en höjd. Runt Olivares de Júcar är det glesbefolkat, med 9 invånare per kvadratkilometer. Närmaste större samhälle är Honrubia, 17,6 km söder om Olivares de Júcar. Trakten runt Olivares de Júcar består till största delen av jordbruksmark.